# История Гомеля
Гомель (летописный Гомий, Гомей и, Гомин, Гомь, Гомье) является одним из древнейших городов Беларуси, который возник в конце 1-го тысячелетия н. э. на земле радимичей. Его детинец располагался на мысу, образованном правым берегом реки Сож и левым берегом впадающего в Сож ручья Гомиюк (ныне территория Гомельского Дворцово-паркового ансамбля). С севера и запада к детинцу примыкал окольный город, вокруг которого формировались посады. В XII—XIII веках общая площадь города составляла не менее 40 га.

## Гомель в период феодальной раздробленности Руси
Впервые Гомель упоминается в Ипатьевской летописи как владение Черниговского князя в 1142 году в связи с борьбой Ольговичей (потомков черниговского князя Олега Святославича) и Мономаховичей (потомков великого князя киевского Владимира Мономаха) за обладание великокняжеским престолом в Киеве.
И слышавъ уже билися Ольговичи у Переяславля съ стрыемъ его с Вячеславомъ и съ братомъ его Изяславомъ. И поиде на волость ихъ и взя около Гомия волость их всю [ПСРЛ, т. ІІ — Ипатьевская летопись. М., стб. 312]
Археологические данные свидетельствуют, что в XI — начале XIII веков в городе были развиты железообрабатывающее, ювелирно-бронзолитейное, гончарное, деревообрабатывающее, косторезное, оружейное ремесла. Торговые пути связывали его с Киевом, Черниговом, Смоленском, Волынью, Северней Русью, Византией. До начала XIII века Гомель был одним из крупнейших городов на земле радимичей.
В Гомии найден ромбовидный наконечник стрелы, относящийся к типу 43 по типологии Медведева, на уплощённых площадках пера которого сохранились
гравированные изображения двух одинаковых знака Рюриковичей, которые принадлежали князю, владевшему Черниговской и Новгород-Северской землями, к которым в XII—XIII веках принадлежал Гомий.

## Гомель в составе Великого княжества Литовского и Речи Посполитой
Около 1355 года Гомель вошёл в состав Великого княжества Литовского, образовав вместе со Стародубом удел князя Патрикея Наримунтовича, племянника великого князя Ольгерда. До 1406 года принадлежал сыновьям Патрикея Ивану и Александру (по другим данным во 2-й половине XIV века Гомелем владел подольский князь Фёдор Кориатович). В конце XIV века упоминается в «Списке городов русских дальних и ближних» в числе «киевских» городов. В 1406 году великий князь литовский Витовт, заподозрив Александра Патрикеевича в московской ориентации, отнял у него Гомельский удел. В 1406—1419 годах Гомелем управляли великокняжеские наместники. В 1419—1435 годах город принадлежал князю Свидригайло, в 1446—1452 годах — бежавшему из России князю серпуховскому и боровскому Василию Ярославичу, с 1452 года — вновь в составе владений Свидригайло, после смерти которого принадлежал бежавшему из России князю можайскому Ивану Андреевичу, а приблизительно с 1483 — его сыну Семёну.
Во время русско-литовской войны 1534—1537 годов Гомель в июне 1535 года осаждён литовско-польскими войсками под командованием великого гетмана литовского Ю. Радзивилла, коронного гетмана Я. Тарновского и киевского воеводы Андрея Немировича. Возглавлявший оборону московский наместник князь Д. Щепин-Оболенский, не дождавшись подкрепления, сдал замок. По условиям мирного договора 1537 года Гомель вновь в составе Великого княжества Литовского, центр Гомельского староства, с 1565 года — в Речицком повете Минского воеводства. В середине XIV века Гомель играл важную роль в обороне юго-восточных земель Великого княжества Литовского от набегов крымских татар.

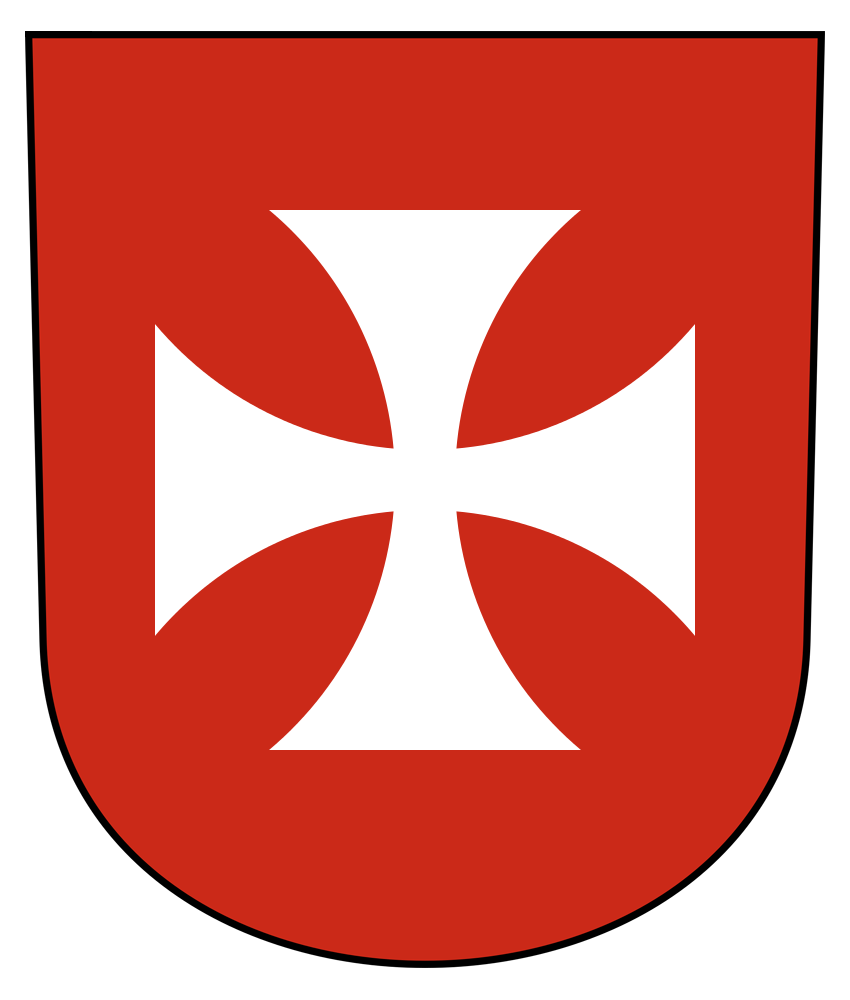
Герб Гомеля, 1560

21 марта 1560 года Сигизмундом Августом был утверждён герб Гомеля: «В красном поле серебряный кавалерский крест». Это был один из шестидесяти городов Великого княжества Литовского, которые имели собственный герб. Следует заметить, что в границах современной Беларуси таких городов всего четыре (кроме Гомеля — Борисов, Кричев и Орша).
На основании Люблинской унии 1569 года между Великим княжеством Литовским и Польшей Гомель вошёл в состав вновь образованного федеративного государства Речи Посполитой.
В 1670 году город получил магдебургское право.

## Гомель в составе Российской империи
В 1772 году в результате 1-го раздела Речи Посполитой Гомель включён в состав Российской империи, в 1773—1777 году центр Гомельского уезда Рогачёвской провинции, с 1777 года — местечко Белицкого уезда, с 1852 года — город, центр уезда Могилёвской губернии. Принадлежал графу П. А. Румянцеву-Задунайскому и его сыновьям, которые в 1834 году продали Гомель генералу-фельдмаршалу И. Ф. Паскевичу-Эриванскому. В 1755 году в городе было 5 тыс. жителей.
В 1850 году через Гомель была проложена шоссейная дорога Петербург — Киев и первая в России телеграфная линия Петербург — Севастополь. В 1854 году к Гомелю был присоединён заштатный город Белица как предместье (ныне — Новобелицкий район Гомеля), в 1856 году пожалован герб городской. В 1857 году Гомель и Белица соединены арочным мостом через р. Сож. С развитием промышленности росло население города. В 1854 году в нём было 10,1 тыс., в 1858 году — 13,7 тыс., в 1860 году — 17 тыс. жителей. В 1854 году в Гомеле с Белицей 1219 жилых, хозяйственных и административных построек, из них 129 каменных и 1090 деревянных, 5 церквей, монастырь. Пожар 1856 года уничтожил 540 домов.
Во второй половине XVIII — первой половине XIX века в Гомеле создан дворцово-парковый ансамбль, открыты духовные и народные училища, церковно-приходское училище в Новой Белице. Имелся театр.

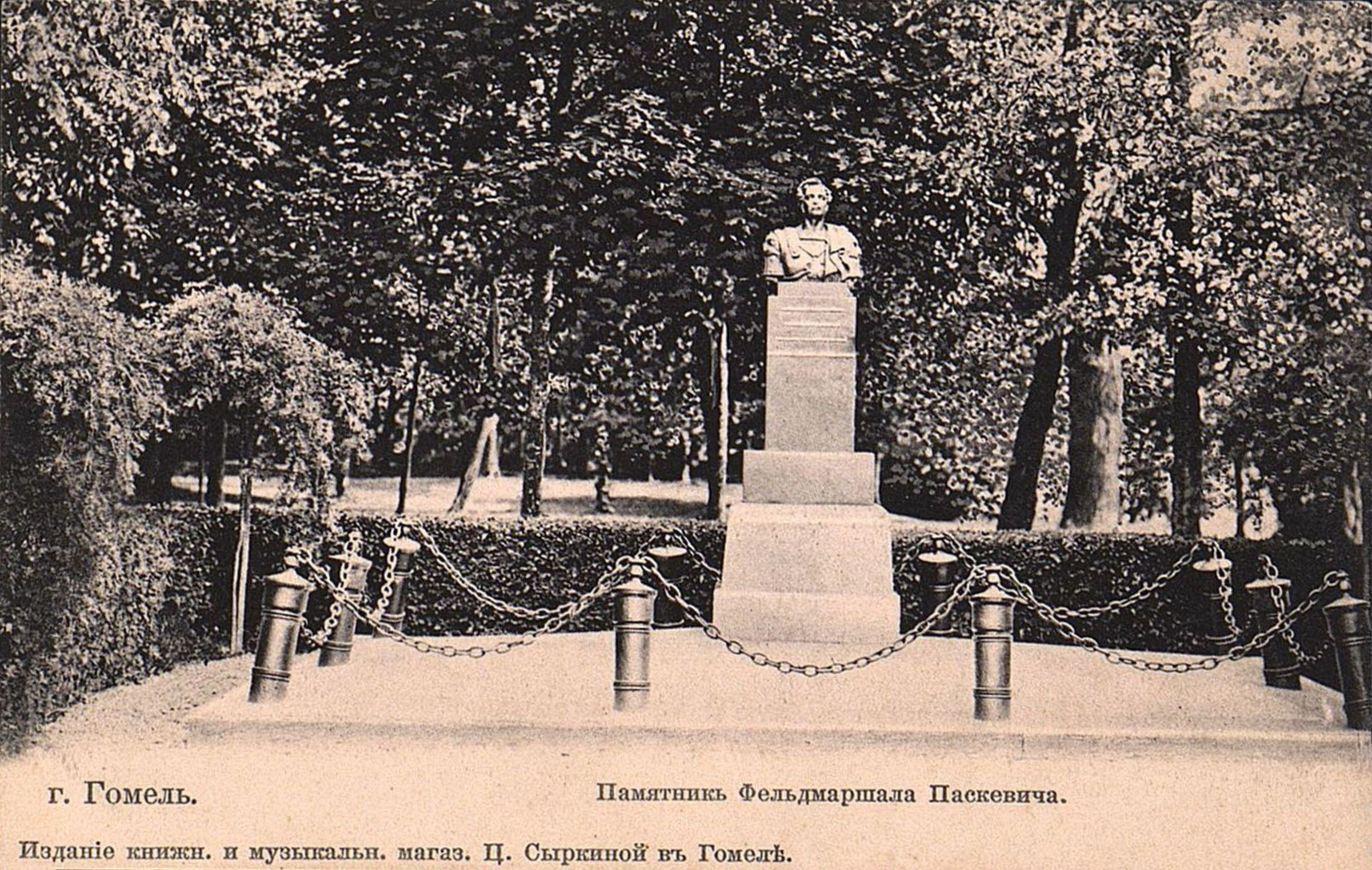
Гомель. Памятник генерал-фельдмаршалу И. Ф. Паскевичу. 1900-е гг.

В 1873 году через Гомель проложены участки Либаво-Роменской, а в 1888 году — Полесских железных дорог. С превращением Гомеля в железнодорожный узел ускорилось развитие промышленности и торговли. Велось благоустройство города, началось строительство водопровода, в 1872 году на улицах появились газовые фонари, после 1879 года замощены центральные улицы. По переписи 1897 года в Гомеле — 36,8 тыс. жителей, в том числе 20 356 евреев, 7 130 русских, 6 457 белорусов, 1 589 поляков.

## Первая мировая война
В Первую мировую войну в городе размещались Гомельский пересыльный пункт, фронтовые мастерские по изготовлению и ремонту оружия, транспортных средств, одежды, работали эвакуированные предприятия, в том числе брестский з-д «Арсенал». Со 2-й половины 1915 года возобновилась стачечная борьба, восстановлены или созданы заново большевистские организации. Крупнейшим революционным событием в Гомеле периода 1-й мировой войны было восстание Гомельского пересыльного пункта в 1916 году.
6 (19) марта 1917 года образовался Гомельский совет рабочих и солдатских депутатов, несколько позже — Гомельский уездный Совет крестьянских депутатов.
18—19 марта (31 марта — 1 апреля) оформилась Гомельская объединённая организация РСДРП. Но уже 6 (19) апреля большевики Гомеля первыми в Белоруссии организационно отмежевались от социал-демократов и создали отдельную организацию — Полесский комитет РСДРП(б). С лета 1917 года действовала также Гомельская организация анархистов-коммунистов.
1 марта 1918 года Гомель был занят войсками кайзеровской Германии. Захватчики ликвидировали органы Советской власти и установили жестокий оккупационный режим. 18 марта в городе образовали украинскую уездную власть, а сам Гомельский уезд отошёл к Черниговской губернии Украинской державы. Позже в город прибыла Державная Варта.
14 января 1919 года Гомель был занят частями Красной Армии. К середине марта 1919-го проведены выборы Гомельского Совета, в котором большевики заняли руководящее положение. 24—29 марта 1919 года в Гомеле произошёл Стрекопытовский мятеж.
В апреле-мае 1920 город и весь уезд были заняты польско-украинско-белорусской армией. В Гомеле открывались представительства правительства Булак-Балаховича (БНР), хотя по договору с УНР он принадлежал Директории.

## Советский период
С переходом к новой экономической политике улучшились хозяйственные показатели работы предприятий, к концу 1923 года промышленность Гомеля в целом стала рентабельной. В 1924—1925 годах реконструированы заводы «Двигатель революции», «Красный химик» и др. К 1926 году предприятия города превысили по основным показателям довоенный уровень. В 1920-е годы в Гомеле действовали художественная студия, рабфак, 15 школ 1-й ступени и 2 школы подростков, 13 семилеток, 4 школы 2-й ступени и девятилетка, музыкальная школа, 3 техникума, 6 больниц, 8 амбулаторий. В 1923 году в Гомеле 75 тыс., в 1926 — 86,4 тыс. жителей.
В 1926 году в результате второго укрупнения БССР Гомель вошёл в состав Белоруссии: в 1926—1931 годах и с 1937 года — центр Гомельского района, в 1926—1930 — Гомельского округа, с 15 января 1938 — Гомельской области. В 1940 году в городе 144 169 жителей, педагогический, лесотехнический и учительский институты, 2 научно-исследовательских института (лесного хозяйства и трахоматозно-офтальмологический), 11 средних специальных учебных заведений, 30 средних школ, 61 дошкольное учреждение, 13 больничных учреждений, 20 амбулаторий и поликлиник, 18 врачебных пунктов, 15 клубов, 5 кинотеатров, 15 массовых библиотек, областная библиотека, драматический театр, краеведческий музей и другие культурно-просветительские учреждения.
22 июня 1941 года в Гомельском горкоме партии состоялось экстренное совещание с руководителями партийных, профсоюзных и комсомольских организаций, на котором были намечены меры по мобилизации сил и средств на борьбу с немецко-фашистской агрессией. Тысячи гомельчан трудились на строительстве оборонительных сооружений. С приближением фронта началась эвакуация. В предельно короткие сроки из города было вывезено оборудование 42 промышленных предприятий, запасы сырья и готовой продукции, многие семьи рабочих и служащих. В начале июля 1941 года территория Гомельщины стала ареной боевых действий.
На территории Гомельской области с самого начала немецко-фашистской оккупации зародилось партизанское движение, с ноября 1942 года действовало Гомельское партизанское соединение.
Не успевшие эвакуироваться евреи Гомеля, составлявшие до войны 29,38 % от общего числа жителей, практически полностью были уничтожены в Гомельском гетто.
Война нанесла городу огромный ущерб. Были вывезены в Германию оставшееся промышленное и энергетическое оборудование, запасы продовольствия, сырья и материалов, на 80 % уничтожен жилой фонд. Погибло более 55 тыс. жителей города, свыше 5 тыс. угнаны на каторжные работы в Германию. Население Гомеля уменьшилось более чем в 9 раз. Ущерб, нанесённый народному хозяйству города, составил более 3 млрд руб. С первых дней освобождения начались восстановительные работы, в них принимало участие всё трудоспособное население города. В 1944 году на общегородских воскресниках отработано 681 тыс. человеко-часов, стоимость выполненных работ превысила 730 тыс. руб. Первым начал действовать Гомельский железнодорожный узел, осуществлявший перевозку на фронт войск, военной техники и боеприпасов. К концу 1944 года были восстановлены 25 промышленных предприятий; дали первую продукцию завод «Гомсельмаш», спичечная фабрика «Везувий», начали работать станкостроительный и электротехнический заводы. В 1945 году вступили в строй дополнительные мощности на стеклозаводе, мясокомбинате, мыловаренном заводе. За годы 4-й пятилетки (1946—1950) в Гомеле не только восстановлены разрушенные предприятия, но и построены заводы «Штамп», овощеконсервный и др.
За 1946—1947 год восстановлено, построено и введено в эксплуатацию 42,5 тыс. м² жилья, за 1948—1949 годы — 132,9 тыс. м². К началу 1950-х годов восстановлены учебные заведения города. В 1944 году в Гомеле возобновил работу педагогический институт. Интенсивное промышленное строительство развернулось в городе в 1950—1960 годы. К середине 1955 года предприятия Гомеля увеличили выпуск валовой продукции по сравнению с 1950 годом на 80 %. Возросла роль гомельских предприятий в промышленном производстве республики. К началу 1970-х годов Гомель был единственным в Белоруссии производителем радио- и электроприборов, приборов контроля и регулирования технологичных процессов, торфодобывающей техники. Его предприятия давали более 30 % производимых в республике спичек, 48 % кондитерских изделий, 50 % маргарина, 97 % мыла. В Гомеле выпускалось более 70 % производимых в СССР силосоуборочных комбайнов, 20 % витринного стекла и 50 % стеклянных труб. Все велосипедные заводы страны обеспечивались шарикоподшипниками, производимыми в Гомеле. Увеличился вклад города в развитие экономических связей Белоруссии с зарубежными государствами. Металлорежущие станки, силосоуборочные комбайны, электроаппаратура, торфодобывающие машины, речные суда, стекло и др. продукция экспортировалась в страны Европы, Азии и Африки. За успехи, достигнутые в развитии промышленного производства в годы 8-й пятилетки (1966—1970), Гомель награждён орденом Трудового Красного Знамени.
В 1961 году Гомель получил природный газ, в 1962 году был пущен первый троллейбус. Улучшалась материальная база народного образования, расширялась школьная сеть.
В 1970—1980-е годы в ряде отраслей промышленности Гомеля созданы новые мощности. Введена в строй 2-я очередь химического завода им. 50-летия СССР, завершено строительство завода «Центролит», реконструированы и расширены производственные мощности на стеклозаводе им. М. В. Ломоносова, заводах «Гомсельмаш», железобетонных изделий, измерительных приборов, на чулочно-трикотажной фабрике им. 8 Марта, в ПО кондитерской промышленности «Спартак», швейном «Коминтерн» и др. На заводах «Центролит», бумажно-лесохимическом, молочном, измерительных приборов, станкостроительном, стеклозаводе осуществлено крупное техническое перевооружение. 2/3 предприятий города стали наращивать выпуск продукции за счёт роста производительности труда. В результате в 1985 году впервые за 10 предшествовавших лет получено более 90 % прироста объёма производства за счёт роста производительности труда. В целом за 11-ю пятилетку (1981—1985) выпуск промышленной продукции в Гомеле возрос более чем на 38 % при плане 31,9 %, производительность труда поднялась на 28,2 % при плане 22,4 %.
По состоянию на 1985 год в городе проживало 465 тыс. человек.
В 1986—1988 годах на новые условия хозяйствования переведены 66 из 69 промышленных предприятий города. Переход на более эффективные методы хозяйствования позволил предприятиям Гомеля в 1988 году получить сверх плана более 42 млн руб. прибыли. 206 изделий гомельских предприятий выпускалось (1988) с государственным Знаком качества, их продукция экспортировалась в 60 стран мира, в том числе в Японию, Англию, США, Канаду, Данию, Швецию, Финляндию, ФРГ. Новым явлением в жизни Гомеля стала деятельность кооперативных объединений. Решение экономических и социальных проблем города серьёзно осложнилось в связи с аварией на Чернобыльской АЭС (26 апреля 1986), в результате которой часть территории Гомельской области подверглась радиоактивному загрязнению. Меры по обеспечению безопасности населения потребовали значительных людских и материальных ресурсов. В Гомеле образован Белорусский филиал Всесоюзного научно-исследовательского института сельскохозяйственной радиологии (впоследствии переименован в НИИ Радиологии, а с 2003 года — РНИУП «Институт радиологии»).

## Знаменитые уроженцы и жители города
- Сухой, Павел Осипович, белорусский советский авиаконструктор XX века. Жил, учился в Гомельской мужской гимназии, работал преподавателем математики в школе, здесь женился
- Фридкин, Григорий Абрамович — профессор Московской консерватории, автор сольфеджио и руководства теории музыкальной грамоты. Родился в г. Речице, но детство и юность прожил в Гомеле. Закончил музыкальную школу имени Чайковского. На данный момент в музыкальной школе есть мемориальная доска.

## Галерея

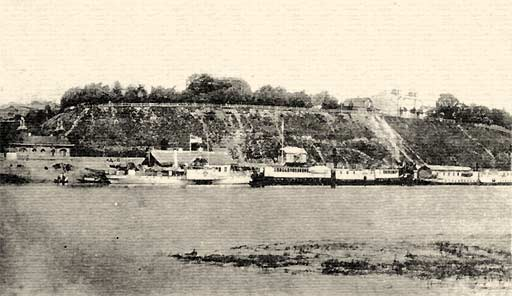
Берег реки Сож, пристань
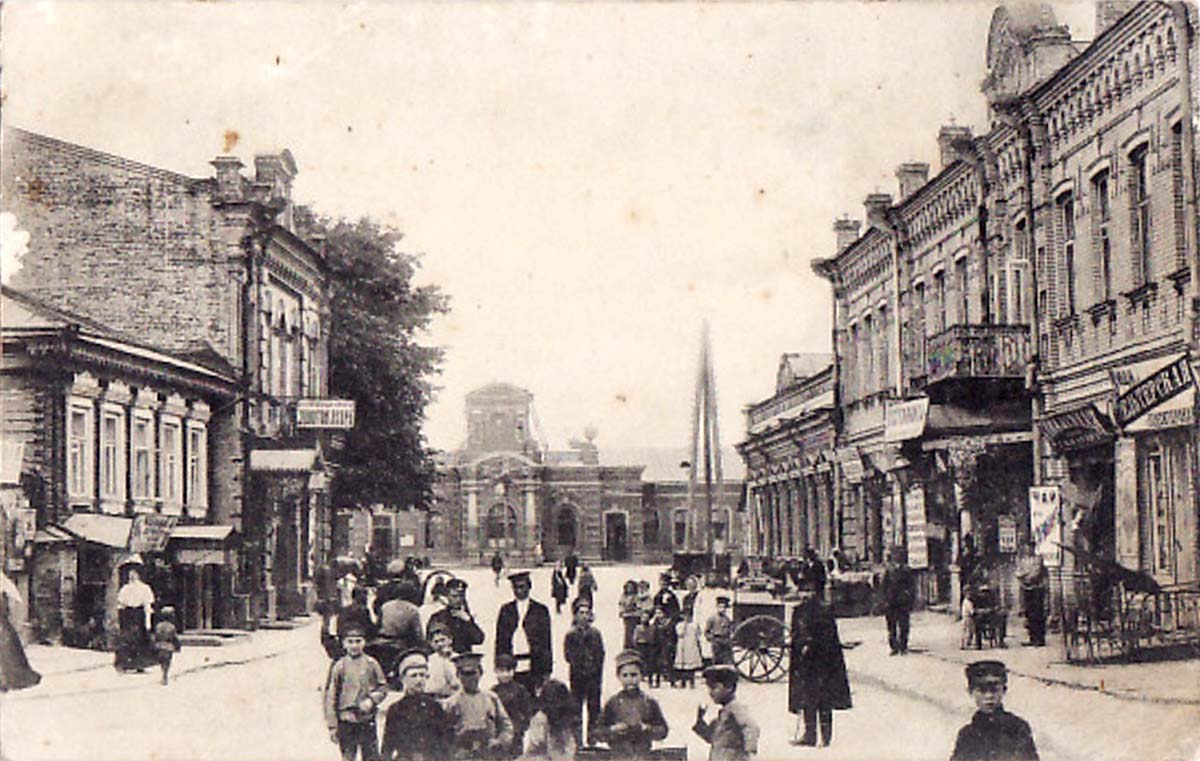
Улица Замковая и Вокзал
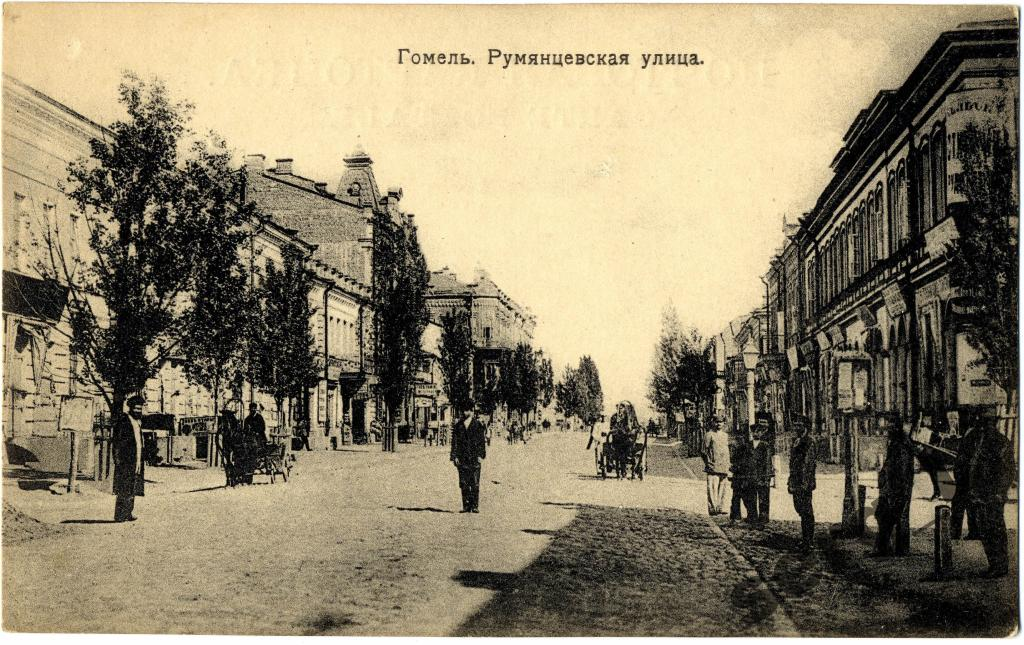
Вид на Румянцевскую улицу
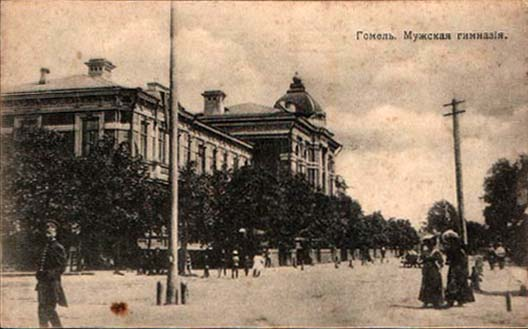
Мужская гимназия